# Risholmen, Vaxholms kommun

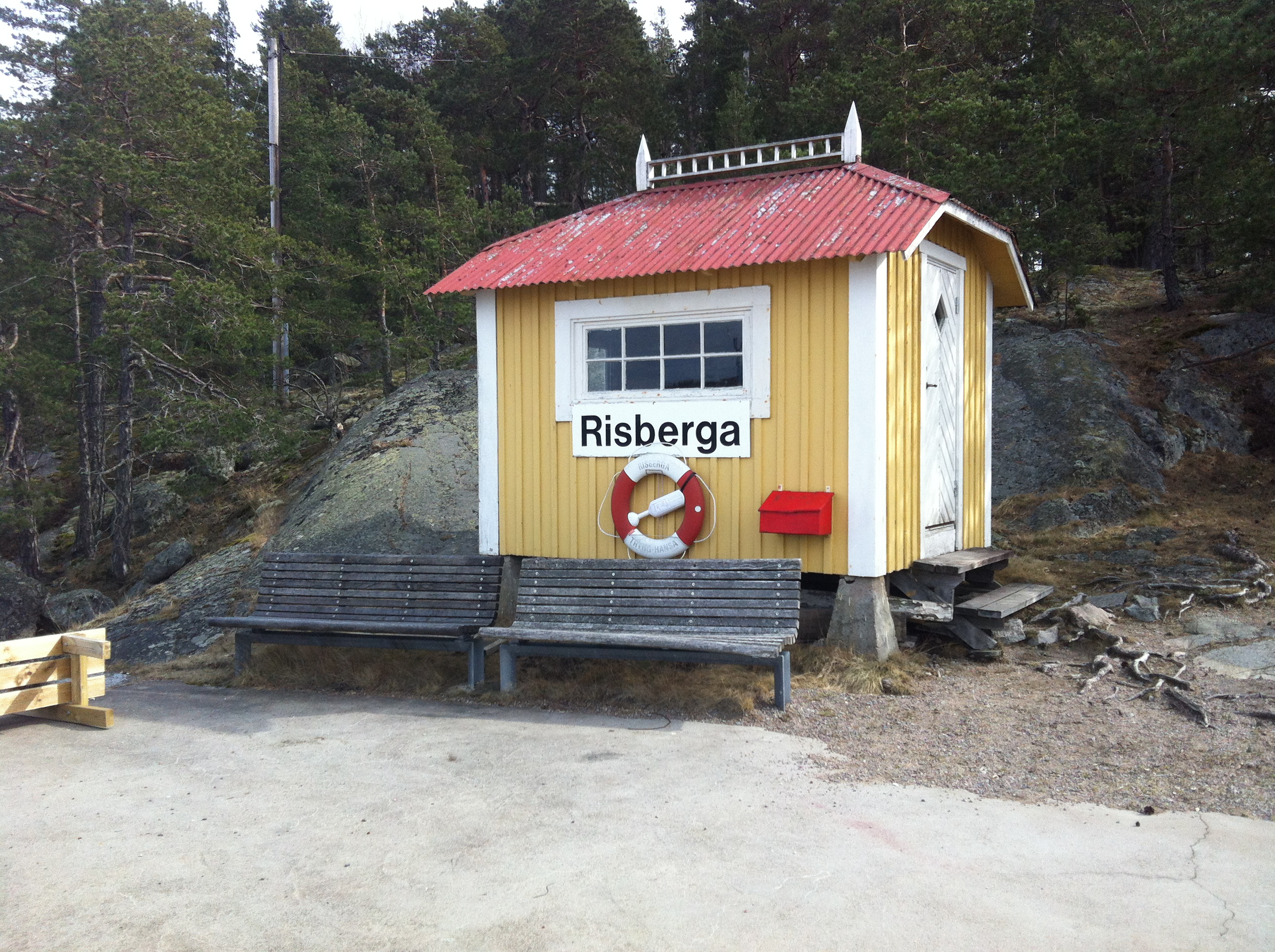
Risberga brygga.

Risholmen är en ö i Vaxholms kommun söder om Tynningö. Centralt på öns norra sida ligger ångbåtsbryggan Risberga brygga som angörs av Waxholmsbolagets båtar från april till december. På ön finns runt 15 bostadshus varav det äldsta är från 1898.